# Baltoskandien

Eulerdiagram för begrepp som används om Baltoskandien, Norden och näraliggande områden (på engelska)

Den Baltoskandiska konfederationen eller Baltoskandien (Baltoskandia) är ett geopolitiskt koncept och begrepp som skapades av friherren Sten De Geer i den vetenskapliga tidskriften Geografiska Annaler år 1928, och sedan har använts av bland andra Edgar Kant och Kazys Pakštas. Det innefattar Danmark, Estland, Finland, Lettland, Litauen, Norge och Sverige, stundom även Island.
I tidskriften Geografiska Annaler beskrevs konceptet som en geografisk, kulturell, ekonomisk, politisk och militär enhet.